# Bryum pseudopachytheca
Bryum pseudopachytheca är en bladmossart som beskrevs av C. Müller 1859. Bryum pseudopachytheca ingår i släktet bryummossor, och familjen Bryaceae. Inga underarter finns listade i Catalogue of Life.